# Alesso Baldovinetti

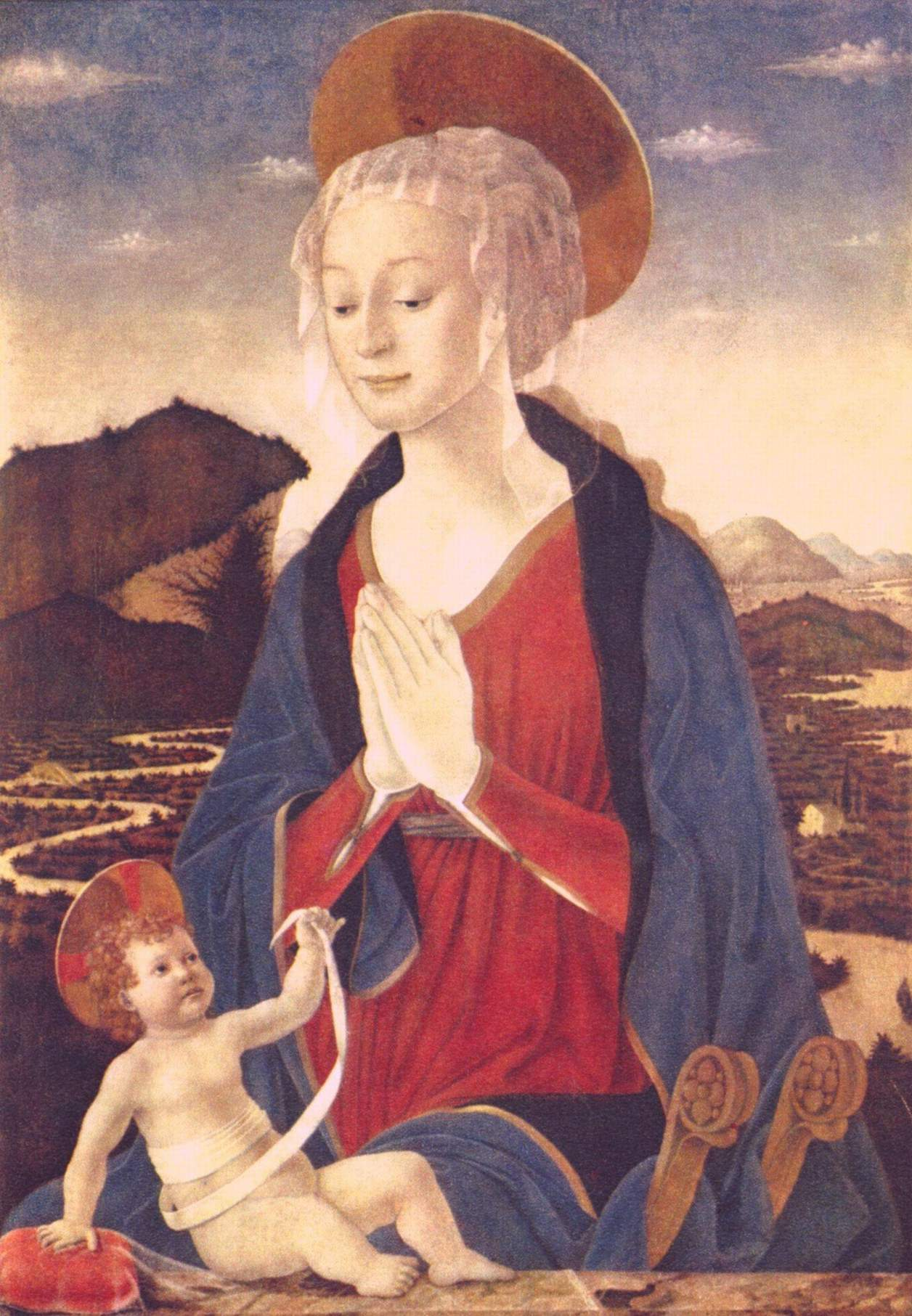
Madonna (1465) al Louvre

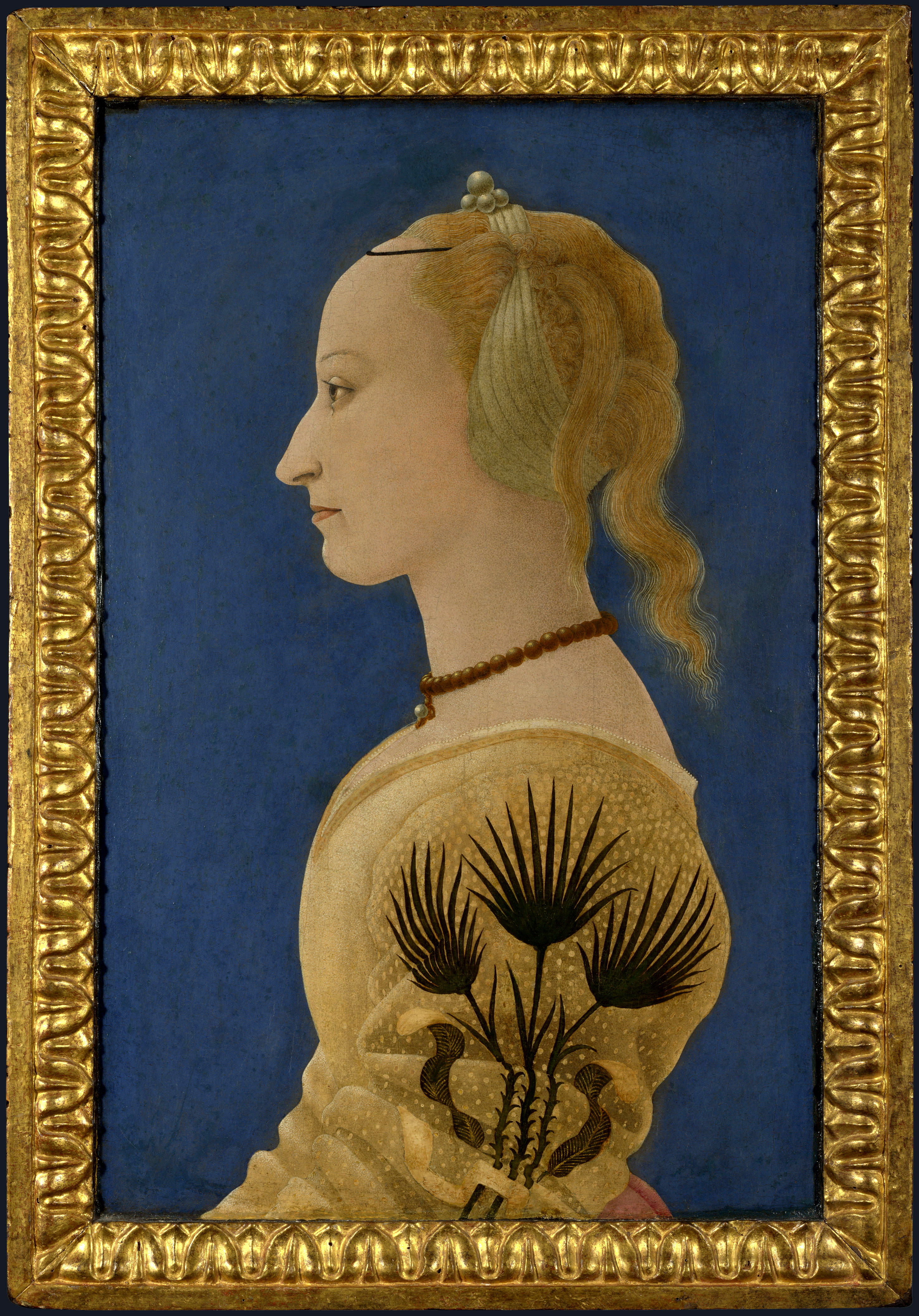
Ritratto femminile (1465) alla National Gallery di Londra

Alesso Baldovinetti, erroneamente citato talvolta come Alessio (Firenze, 14 ottobre 1427 – Firenze, 29 agosto 1499), è stato un pittore italiano.

## Biografia
Nato a Firenze nel 1427 da Baldovinetto e Agnola Ubaldini da Gagliano, nel 1448 si iscrisse nella Compagnia di San Luca e fu allievo forse di Domenico Veneziano. Nei primi dipinti è rintracciabile l'influsso del Beato Angelico, con il quale collaborò alla decorazione delle ante dell'armadio della Basilica della Santissima Annunziata.
Con Domenico Veneziano realizzò uno dei confronti artistici, a detta delle fonti antiche, fra i più interessanti del Rinascimento. Verso il 1461 Baldovinetti finì il ciclo di affreschi nella chiesa di Sant'Egidio, iniziato dal Veneziano e da Piero della Francesca e continuato da Andrea del Castagno. Malgrado il ciclo sia andato distrutto nel corso del Settecento, alcuni storici dell'arte attribuiscono all'opera una rilevanza pari a quella della Cappella Brancacci. Di quel ciclo di affreschi ci resta traccia solo in alcuni frammenti delle sinopie (fra l'altro poco significativi, perché relativi alla decorazione del basamento sul quale poggiavano le figure) conservati oggi nel museo del cenacolo di Sant'Apollonia.
Nel 1460 tornò all'Annunziata per affrescare l'Adorazione dei pastori nel chiostrino dei Voti, in cui sperimentò senza successo una nuova tecnica parzialmente a secco.
Nel 1467 realizzò l'Annunciazione e i Profeti, evangelisti e dottori della Chiesa per la Cappella del Cardinale del Portogallo nella chiesa di San Miniato al Monte.
Nel 1469 fu incaricato di realizzare la pala d'altare Trinità per la cappella Gianfigliazzi nella Basilica di Santa Trinita.
Tra le sue opere più famose un'Annunciazione, agli Uffizi, una Madonna al Louvre e un'altra Annunciazione custodita nella chiesa di San Miniato al Monte, sempre a Firenze. Fu anche un ottimo mosaicista e dal 1483 si occupò del restauro dei mosaici della cupola del battistero di San Giovanni. Al Baldovinetti si devono anche i disegni di tarsie lignee e di vetrate, come quella della Cappella dei Pazzi. Altre vetrate di sua mano sono in Pisa, Lucca, Assisi e Prato.
Fra i suoi allievi più importanti ci fu Domenico Ghirlandaio.

## Opere principali
- Pala di Cafaggiolo, 1454 circa, tempera su tavola, 176x166 cm, Galleria degli Uffizi, Firenze
- Madonna col Bambino, 1455-1460, tempera su tela, 90x74 cm, Musée Jacquemart-André, Parigi
- Storie della Vergine, 1455-1461 circa, frammenti affreschi staccati, già in Sant'Egidio, Cenacolo di Sant'Apollonia, Firenze
- Annunciazione, 1457 circa, tempera su tavola, 167x137 cm, Galleria degli Uffizi, Firenze
- Madonna col Bambino, 1460-1465, tempera su tavola, 106x75 cm, Musée du Louvre, Parigi
- Natività, 1460-1462, affresco, 400x430 cm, Santissima Annunziata, Firenze
- Ritratto femminile, 1465 circa, tempera su tavola, 63x41 cm, National Gallery, Londra
- Annunciazione (largh. 480 cm) ed affreschi nella Cappella del Cardinale del Portogallo, San Miniato al Monte, Firenze
- Disegni per vetrate nella Cappella Pazzi e nel Museo dell’Opera di Santa Croce, Firenze
- Padri della Chiesa, 1470 circa, pittura parietale a secco, volta della Cappella Maggiore della basilica di Santa Trinita, Firenze

## Opere letterarie
- I ricordi (1449-1499), a cura di G. Poggi, Firenze 1909